# Каршин
Каршин (баш. Ҡаршын) — племя в составе нижнебельской группы башкир.

## Этническая история
Один из десяти племен в составе нижнебельских башкир: елан, ельдяк, канлы, еней, гирей, дуваней, каршин, киргиз, таз, уваныш. Об этнической истории племени каршин известно  мало.
Происхождение племени каршин связано с древними тюрками, которые испытали сильное кыпчакское воздействие. Его история в эпоху средневековья развивалась в Дешт-и-Кипчаке в рамках кыпчакской конфедерации.
Гипотеза о финно-угорском происхождении каршинцев, сформулированная и опубликованная еще в 1913 году в журнале «Шура», опиралась на соответствующее толкование элемента ар в племенном этнониме. Эта гипотеза впоследствии была опровергнута учёными.
Среди каршинских тамг преобладают по типу кыпчакские. Им также хорошо знакома тамга-ворота, которая является следствием длительного соседства с дуванейцами с запада и минцами — с востока.
Родовой состав племени:
- кадряй-каршин (баш. ҡәҙрәй-ҡаршын),
- карга-каршин (баш. ҡарға-ҡаршын),
- сатлыган (акбаш)-каршин (баш. сатлыған-ҡаршын, аҡбаш-ҡаршын).

## Расселение
Древним районом расселения племени было левобережье реки Белой, то есть территория наиболее активной кыпчакской экспансии. Каршинцы были соседями канлинцев с запада и востока.
По материалам сведений относящихся к XVII-XVIII вв., можно наблюдать передвижение племени  начиная с XV века на север (долина реки Танып) и на восток (район нижнего течения реки Караидель).
Каршинская волость имела жалованные земли по грамотам от 1697 и от 30 мая 1700 гг., а также по двум выпискам из Уфимской провинциальной канцелярии от 23 марта 1716 и 1718 гг. Вотчинники волости платили царской казне 78 куниц и 20 батманов меда в год.
Развитие общества привело к разделу единой территории волости на отдельные тюбы. В конце XVII века были две тюбы, а в 1711 году — три. Названия некоторых из них время от времени менялись. В конце XVII века были известны Кадраева и Иликеева тюбы, в начале XVIII века последнее название исчезает и вместо него возникают новые — Сатлыганова и Каргина тюбы. В 1735 году существовали Акбашева, Кадраева, Каргина тюбы. Здесь следует отметить, что Акбашева тюба — это и есть Сатлыганова тюба.
К волости относились деревни Шарипово, Верхнеакбашево, Нижнеакбашево, Мамяково, Среднеакбашево, Новоакбашево, Асаново, Юлушево и другие.

## Этимология
На уйгурском языке слово карши означало «крепость», «укрепленный город». Данное слово было рано заимствовано тюрками. По утверждению Кузеева Р.Г., каршин могло означать примерно то же, что и другие подобные названия башкирских племен (балыксы, ирэкте), то есть «защитники укрепленных городов».